# المثلث (كوكبة)

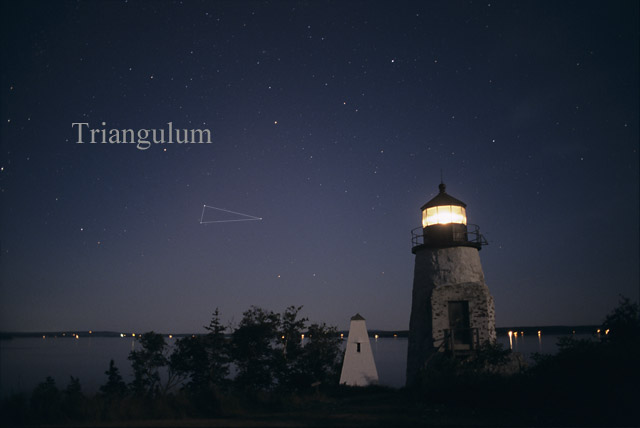
كوكبة المثلث كما ترى بالعين المجردة.

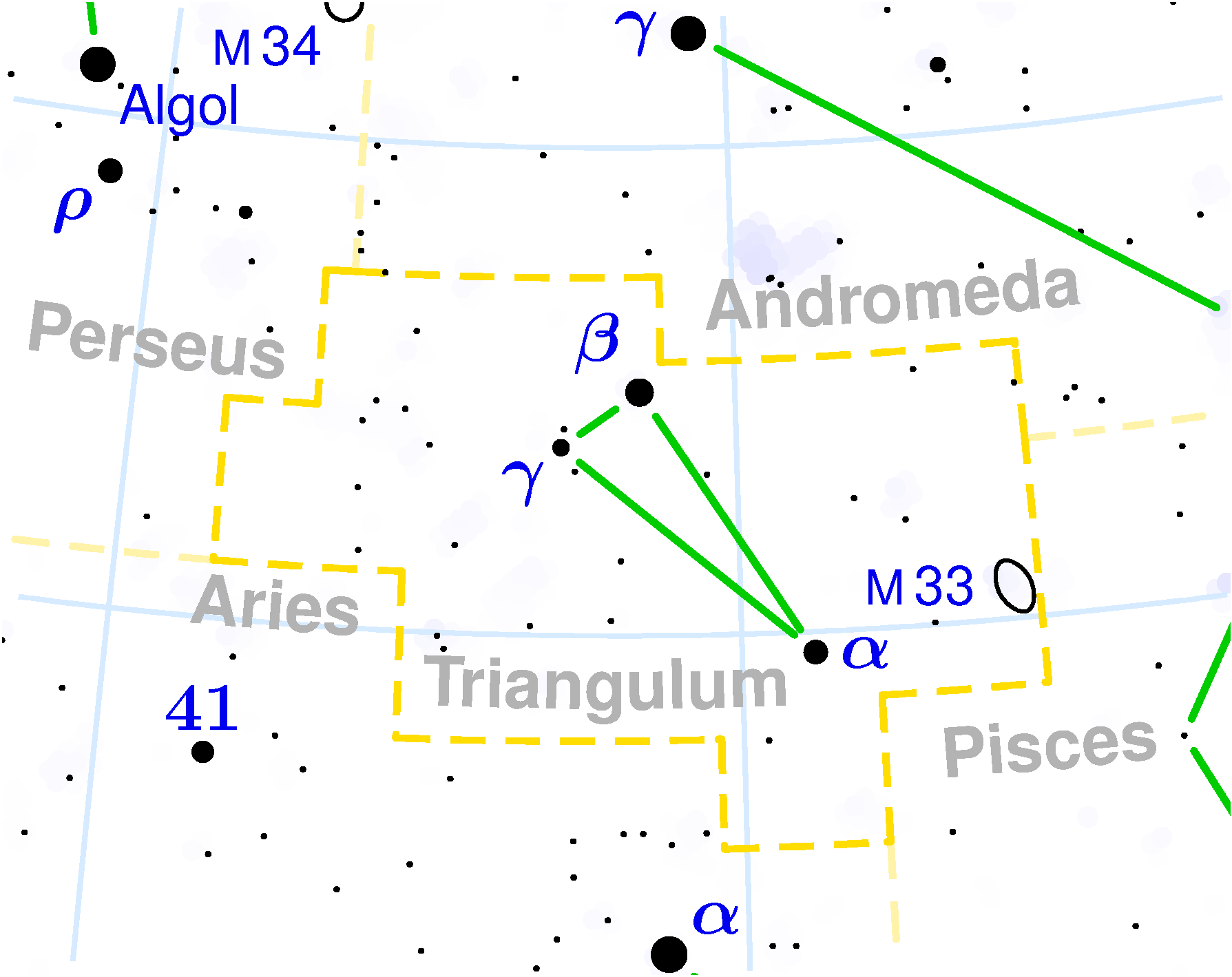
كوكبة المثلث / Triangulum.

المثلث (باللاتينية: Triangulum) هو كوكبة ضعيفة مؤلفة من 3 نجمات، منها نجمة واحدة فقط ألمع من الدرجة الثالثة.,.
تقع كوكبة المثلث بين المرأة المسلسلة والحمل
ينتمي إلي كوكبة المثلث مجرة المثلث ، أو مسييه 33.
المرأة المسلسلة ومجرة المثلث ومجرتنا يشكلون الأعضاء الرئيسية في المجموعة المحلية ؛ التي هي تجمع لأقرب المجرات إلينا في حدود نحو 10 ملايين سنة ضوئية . أكبر هم هي مجرة المرأة المسلسلة ذات قطر 250 ألف سنة ضوئية، ومجرة درب التبانة وقطرها نحو 150 سنة ضوئية، ومجرة المثلث (صغيرة) وقطرها نحو 60 ألف سنة ضوئية. يبلغ عدد مجرات المجموعة المحلية نحو 40 مجرة، معظمهم من المجرات القزمة.
للكوكبة نظير جنوبي هو المثلث الجنوبي.